# Kreishandwerkerschaft
Die Kreishandwerkerschaft ist der fachunabhängige Zusammenschluss aller Handwerksinnungen einer Region, die in einem bestimmten Stadt-, Landkreis oder Regierungsbezirk ihren Sitz haben. Sie ist eine Körperschaft des öffentlichen Rechts und untersteht der Rechtsaufsicht der zuständigen Handwerkskammer, durch deren Genehmigung der Satzung die Kreishandwerkerschaft rechtsfähig wird.

## Aufgaben
Die Kreishandwerkerschaften haben nach dem Gesetz zur Ordnung des Handwerks (HwO) folgende Aufgaben:
- die Gesamtinteressen des selbständigen Handwerks und des handwerksähnlichen Gewerbes sowie die gemeinsamen Interessen der Handwerksinnungen ihres Bezirks wahrzunehmen,
- die Handwerksinnungen bei der Erfüllung ihrer Aufgaben zu unterstützen,
- Einrichtungen zur Förderung und Vertretung der gewerblichen, wirtschaftlichen und sozialen Interessen der Mitglieder der Handwerksinnungen zu schaffen oder zu unterstützen,
- die Behörden bei den das selbständige Handwerk und das handwerksähnliche Gewerbe ihres Bezirks berührenden Maßnahmen zu unterstützen und ihnen Anregungen, Auskünfte und Gutachten zu erteilen,
- die Geschäfte der Handwerksinnungen auf deren Ansuchen zu führen,
- die von der Handwerkskammer innerhalb ihrer Zuständigkeit erlassenen Vorschriften und Anordnungen durchzuführen.

Die gesetzliche Mitgliedschaft der Innungen in der Kreishandwerkerschaft ist in den §§ 86ff. HwO geregelt. 
Die Kreishandwerkerschaft wird geleitet von einem gewählten Kreishandwerksmeister, der meist aus dem Kreis der Obermeister (bzw. Innungsmeister) der angehörenden Innungen kommt.